# 芋井
芋井（いもい）は長野市中北部の地区。本項ではかつて概ね同地域に所在した上水内郡芋井村（いもいむら）についても述べる。

## 概要
長野市の最高峰飯綱山を頂点に南へ向かって扇状に傾斜し、山岳・高原・渓谷と変化に富む地形をしている。北部は飯綱高原の高原地帯で湖沼が点在し、スキー場やゴルフ場、別荘地が開かれ観光開発が進んでいる。南部は傾斜地であるが、田畠が古くから開かれて集落が点在している。
地域内の人口（長野市役所芋井支所管内）は956世帯 1,958人（令和5年3月1日時点）。

## 歴史

### 年表
- 1604年（慶長9年）- 中世以前に鑪村・桜村・入山村・泉平村・新安村・広瀬村・上ヶ屋村が成立し松代藩に属していたが、新安村のうち100石が飯縄神社領に寄進されて松代藩領新安 (あらやす) 村と飯綱神社領荒安 (あらやす) 村に分離する。
- 1871年（明治4年）- 戸籍法施行により、鑪村・桜村・入山村・泉平村・新安村・荒安村・広瀬村・上ヶ屋村は第60区に属する。
- 1842年（明治5年）- 大区小区の設置により、上記8ヶ村は第23大区第4小区に属する。
- 1876年（明治9年）5月30日 - 水内郡鑪村・桜村・泉平村・荒安村・新安村が合併して富田村となる。
- 1879年（明治12年）1月4日 - 郡区町村編制法の施行により、各村が上水内郡の所属となる。
- 1882年（明治15年）2月24日 - 富田村の一部が分立して鑪村・桜村・泉平村となる。
- 1889年（明治22年）4月1日 - 町村制の施行により、上水内郡上ヶ屋村・泉平村・広瀬村・入山村・鑪村・桜村・富田村の区域をもって芋井村が発足。
- 1954年（昭和29年）4月1日 - 芋井村が長野市に編入。同日芋井村廃止。大字上ヶ屋・泉平・広瀬・入山・鑪・桜・富田となる。

### 沿革
飯綱高原の大座法師池西北に位置する上ヶ屋遺跡は旧石器時代終末期の遺跡であり、古くから人の住する地域であった。古代は上水内郡芋井郷に属したと伝えられる。また広瀬荘に属し、平安時代末期の1146年（久安2年）に崇徳上皇御願の成勝寺に寄進され、のちに後白河法皇、中世には落合氏が領した。1578年（天正6年）の「下諏訪秋宮造営帳」によると、広瀬荘には「入山之郷・上野之郷・広瀬之郷・上屋之郷・北南之郷・桜之郷・田々良之郷・吉澤・新会」が属していると記されている。広瀬荘には桜氏・上野氏・鑪氏・立岩氏・落合氏など葛山衆と呼ばれた武士集団がおり、落合氏がその中心であった。近世初めまでに鑪村・桜村・入山村・泉平村・新安村・広瀬村・上ヶ屋村が成立し松代藩に属していたが、1604年（慶長9年）に新安村のうち100石が飯綱神社領に寄進されて松代藩領新安 (あらやす) 村と飯縄神社領荒安 (あらやす) 村に分離する。上記7か村から新安村を除き茂菅村を含めたこの7ヶ村を葛山七ヶ村、または幅下七ヶ村と称した。尾根や山沢に分断された散村であり、上ヶ屋村は平組・京田組・荒井組、広瀬村は上組・元組、入山村は影山組・犬飼組・清水組に分かれ、新田開発が進むにつれ枝村も成立した。
1876年（明治9年）、鑪村・桜村・泉平村・荒安村・新安村が合併して富田村となったが、「民情が異なり利益が反するため」として鑪村・桜村・泉平村が分離した。荒安村・新安村は「境界が錯綜している」ため富田村のままとされた。1889年、町村制の施行に伴い、鑪村・桜村・入山村・泉平村・新安村・広瀬村・上ヶ屋村は合併して芋井村となった。村名は「芋井の地名は近年まで当7ヶ村の郷名として最も著名かつ歴史上明らか」として芋井が採られた。1954年（昭和29年）4月1日に芋井村が長野市に編入され、同日芋井村は廃止された。戦後は飯綱高原が長野市近郊の行楽地として賑わった。1956年（昭和31年）に一帯が上信越高原国立公園に指定され (2015年に分離して2020年現在妙高戸隠連山国立公園。)、1964年に戸隠バードラインが開通するとともに飯綱高原の観光開発が進み、飯綱高原スキー場やゴルフ場が開かれた。

## 大字・町丁
- 上ケ屋 (あげや)
- 泉平 (いずみだいら)
- 入山 (いりやま)
- 桜 (さくら)
- 鑪 (たたら)
- 富田 (とみた)
- 広瀬 (ひろせ)

## 地理

### 山岳
- 飯縄山
- 愛宕山
- 葛山

### 高原
- 飯綱高原

### 湖沼
- 大座法師池
- 論電ヶ谷池 (埋め立て消滅。)
- 上一ノ倉池
- 下一ノ倉池
- 軍足池
- 浦谷地池

### 湿原
- 大谷地湿原

### 河川
- 裾花川

## 施設・名勝
- 裾花ダム
- 葛山城
- 葛山落合神社
- 飯縄神社
- 大座法師池
- 隠滝不動
- 神代桜
- 旧ダニエル・ノルマン邸
- 旧長野県庁舎 (旧長野県自治研修所飯綱庁舎)
飯綱高原にある旧県自治研修所の建物については2023年（令和5年）に株式会社長野ホテル犀北館が優先交渉権を獲得し、建物の部材活用や一部移築の構想がある[3]。
- 長野射撃場
- 戸隠神社一ノ鳥居
- 長野市立芋井小学校

## 交通

### 道路
- 国道406号
- 長野県道76号長野戸隠線
- 長野県道404号栃原北郷信濃線
- 長野県道406号入山小市線
- 長野県道453号飯綱高原芋井線